# Grottes de Stiffe
Les grottes de Stiffe sont un complexe de grottes karstiques situées près de Stiffe (it), sur le territoire de la commune de San Demetrio ne' Vestini (province de L'Aquila), dans les Abruzzes,.
Incluses dans le parc naturel régional du Sirente-Velino, elles sont le témoin d'une résurgence active unique en Italie, et sont rendues accessible au public depuis 1991 . Elles constituent aujourd'hui l'un des principaux sites naturalistes de la province de L'Aquila, enregistrant plus de 40 000 visiteurs par an .

## Historique

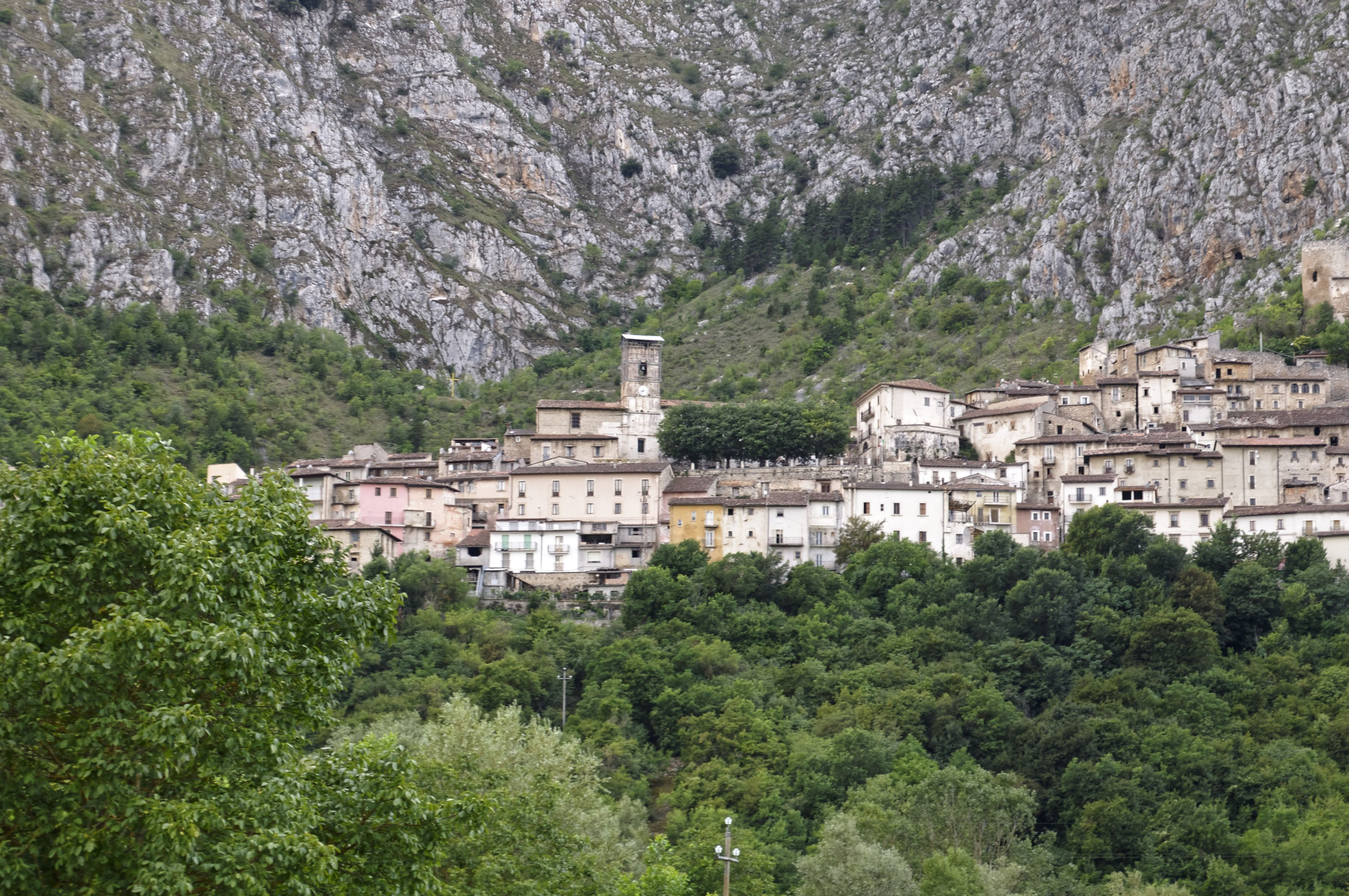
Le village de Stiffe

Les grottes de Stiffe représentent l'un des phénomènes karstiques les plus connus du centre de l'Italie. Le complexe est utilisé depuis l'âge du bronze bien que des vestiges archéologiques remontant au néolithique et à l'énéolithique aient été découverts à l'intérieur. La présence d'un cours d'eau souterrain qui a donné naissance au complexe a conduit, en 1907 et à l'initiative du marquis Alfonso Cappelli, à la construction d'une centrale hydroélectrique dont certains vestiges sont encore visibles aujourd'hui à proximité de l'entrée des cavités.
En 1956, lors du démantèlement de la centrale, les premières explorations spéléologiques commencent ; après une première visite en 1957, l'année suivante c'est le Groupe Spéléologique des Marches d'Ancône qui dépasse le premier siphon naturel. Par la suite, le Groupe Spéléologique Romain et, à partir des années 1980, le Groupe Spéléologique de L'Aquila ont poursuivi les premières tentatives d'exploration. Les excursions spéléologiques ont ensuite été suivies d'une démarche de valorisation du site qui a conduit à l'ouverture du complexe au public en 1991.En 1994, un groupe mixte de spéléologues de L'Aquila et de France a réussi pour la première fois à accéder à la zone inexplorée après la première cascade tandis qu'en 1996 le musée de spéléologie Vincenzo Rivera a été ouvert. Une deuxième extension de l'itinéraire touristique, jusqu'à la longueur actuelle d'environ 700 m, a été réalisée en 2007 avec l'ouverture de la deuxième cascade aux visiteurs, tandis que l'extension de la partie explorée de la cavité dépasse les 1 000 m.
De 1996 à 2018, le site était géré par l'entreprise public-privé Progetto Stiffe SpA alors qu'il est actuellement géré directement par la municipalité de San Demetrio ne' Vestini. Le séisme du 6 avril 2009 à L'Aquila a conduit à la fermeture des grottes pour des raisons de sécurité ; le complexe n'a été rouvert au public qu'en 2011. 

### Description

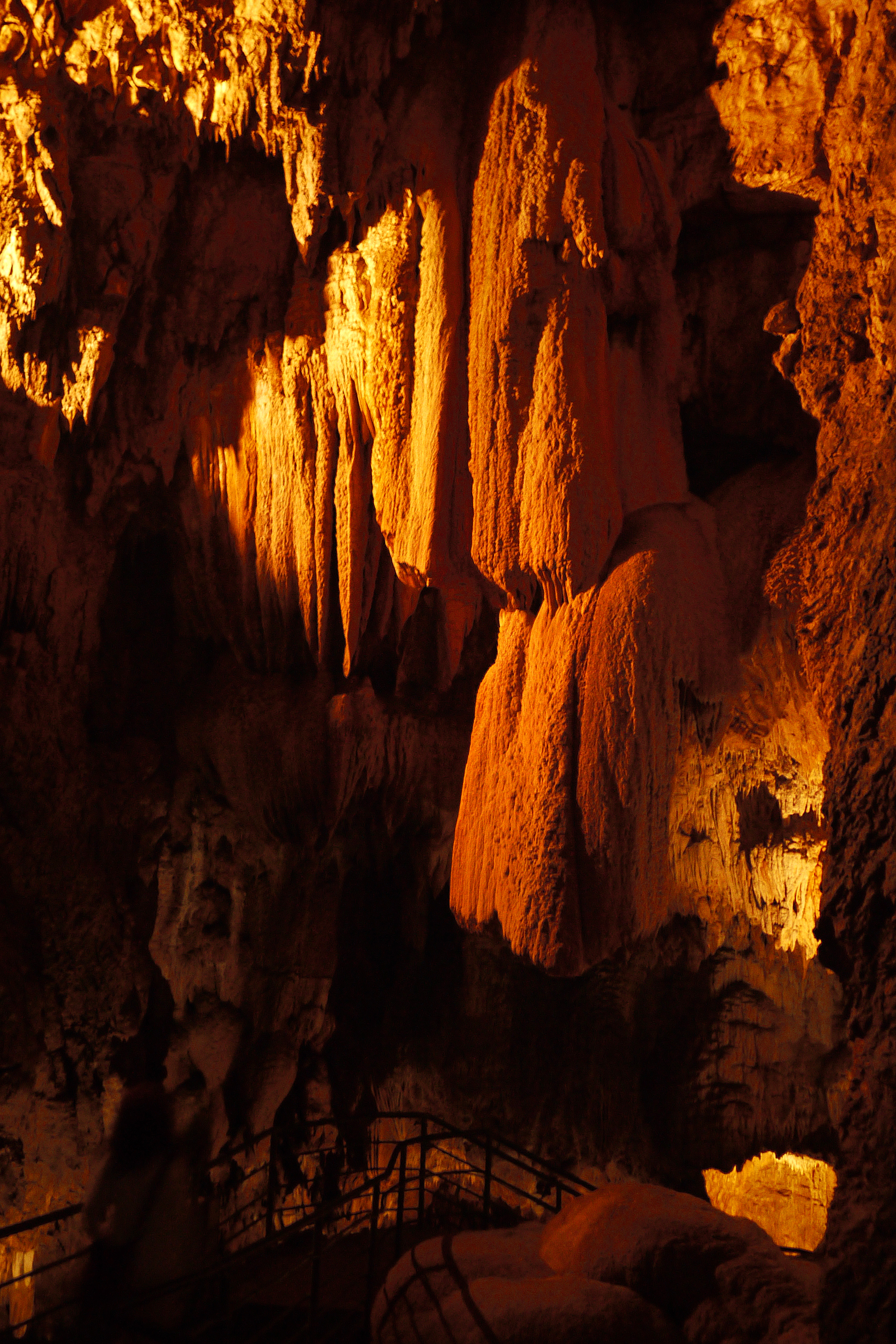
L'intérieur de la grotte

Les grottes mesurent plus de 1 000 m de long, ne sont pas encore entièrement explorées et sont partiellement ouvertes au public. Ils constituent une résurgence active, c'est-à-dire qu'ils ont été produits par la présence d'une rivière souterraine qui remonte à la surface, un cas presque unique en Italie. L'environnement maintient une température de seulement 10 °C, constante toute l'année.
Les cavités ont été façonnées au cours des temps géologiques par les infiltrations, l'érosion et la corrosion des eaux provenant de la partie supérieure des montagnes situées au-dessus du plateau de Rocche et, plus spécifiquement, par le système de dolines et de ponors présent entre Terranera et Rocca di Cambio, à 1 253 m d'altitude. D'autres hypothèses établissent l'origine de l'eau du soi-disant « Pozzo Caldaio », un petit lac situé près de la ville de Terranera et qui se jette dans deux dolines. 
Le tracé souterrain des voies navigables a une longueur estimée à environ 3 000 m, entre le plateau et l'embouchure du Stiffe, et développe un dénivelé de plus de 600 m. Dans la plaine sur les pentes du Mont Sirente, entre Rocca di Mezzo et Rovere, il existe d'autres dolines et ponors qui pourraient se jeter dans le même cours souterrain.

## Chemin de visite

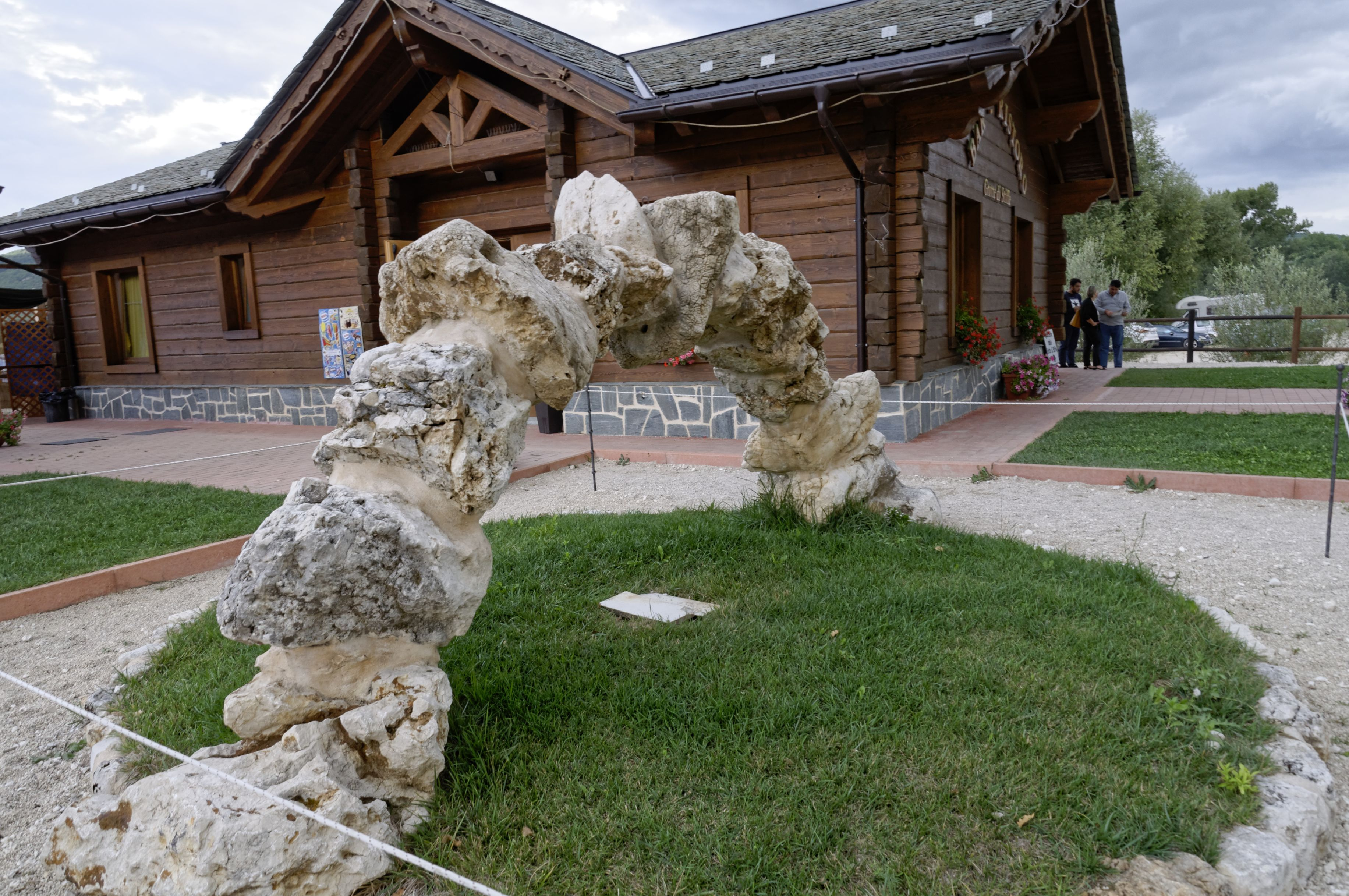
Le bureau d'accueil

L'itinéraire de visite commence à Stiffe, à environ 3 km de San Demetrio ne' Vestini et à 15 [km de L'Aquila, accessible depuis la route nationale 261 Subequana. A l'entrée du village se trouvent la billetterie et le centre de visiteurs, tandis que l'entrée du parcours se fait plus en amont, à l'embouchure.
Le parcours touristique, payant, dure environ 1 heure et s'étend sur environ 1,4 km, soit un aller-retour jusqu'à la deuxième cascade.

### Entrée

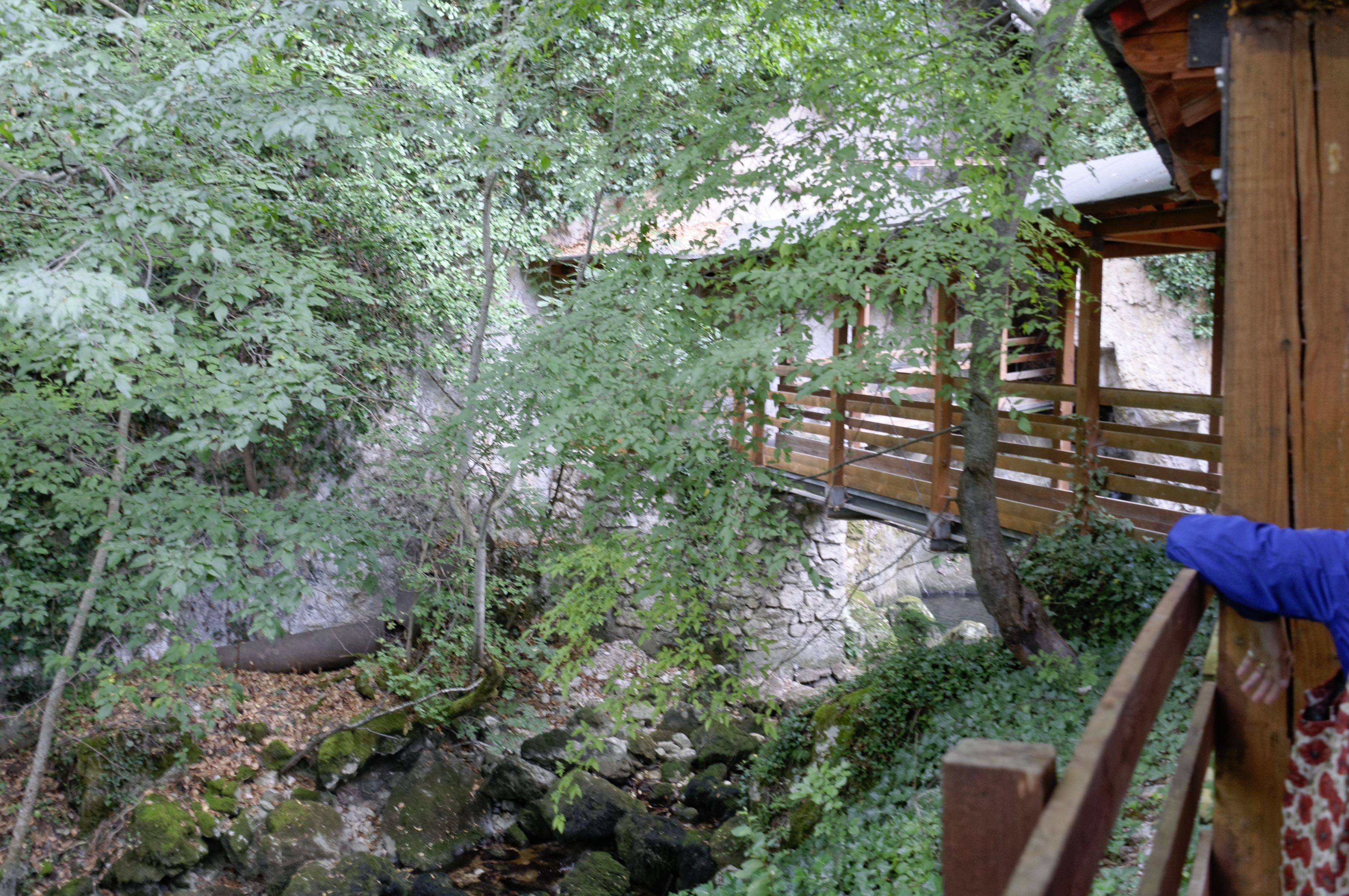
La passerelle de l'entrée

L'entrée des grottes se fait à l'embouchure du Stiffe, une fissure visible dans la montagne juste au-dessus du villagz, à environ 2 km du centre d'accueil. Une passerelle remonte le cours d'eau en contrebas d'une paroi rocheuse de 100 m. L'entrée est dominée par d'autres cavités comme la Grotta dei Briganti, probablement produite par une branche fossile de la résurgence mais actuellement non accessible au public. Le chemin rencontre une première cavité où d'importants vestiges archéologiques ont été découverts .

### Salle du silence
En passant la première cavité, à travers un canyon, on arrive à une grande salle qui prend le nom de Sala del Silenzio;  son nom vient du fait qu'à proximité, la rivière a tendance à s'assécher, annulant le bruit typique du reste du parcours.

### Salle des Cascades
La salle du silence est l'antichambre de la première Sala della Cascata qui développe un dénivelé de plus de 20 m sur une paroi d'environ 30 m de haut et créée par le glissement vertical des roches. Le mur a créé une première barrière à la route touristique, qui a ensuite été surmontée par la construction d'un escalier avec vue sur la cascade.

### Salle des concrétions et du Lac Noir
En remontant la Sala della Cascata, on entre ensuite à nouveau dans un environnement silencieux et faiblement éclairé, caractérisé par la présence typique de stalactites et de stalagmites, la Sala della Concrezione. 
Plus loin la salle s'agrandit et abrite une vaste étendue d'eau qui prend le nom de Lago Nero et constitue l'une des parties les plus anciennes du complexe ; la fragilité des concrétions a conduit à limiter l'accès aux visiteurs dans certaines zones.

### Deuxième cascade
Après une nouvelle montée, on arrive à la zone la plus récemment ouverte au public et caractérisée par la présence d'une deuxième cascade tonitruante. La chute, de plus de 25 m, tombe dans un lac d'environ 5 m de profondeur à l'intérieur d'une salle particulièrement grande et pittoresque.

## L'Aquilandia
Dans la zone touristique en aval des grottes se trouve un musée thématique qui abrite 20 reproductions à l'échelle de certains des principaux monuments de la province de L'Aquila . L'espace d'exposition — qui couvre une superficie de 200 mètres carrés et comprend également une salle de conférence — a été ouvert au public en 2017.

### Musée de spéléologie Vincenzo Rivera
À côté des grottes se trouve le musée de spéléologie  Vincenzo Rivera - fondateur et premier recteur de l'Université de L'Aquila - et géré par le Groupe Spéléologique de L'Aquila . L'itinéraire du musée comprend des sections consacrées à la paléontologie, à la minéralogie, à la géologie et à la photographie spéléologique et abrite d'importantes découvertes archéologiques, notamment un squelette intact d' Ursus spelaeus, un ours des cavernes primitif et le moulage du crâne brisé de l' Homo rhodesiensis.

## Galerie

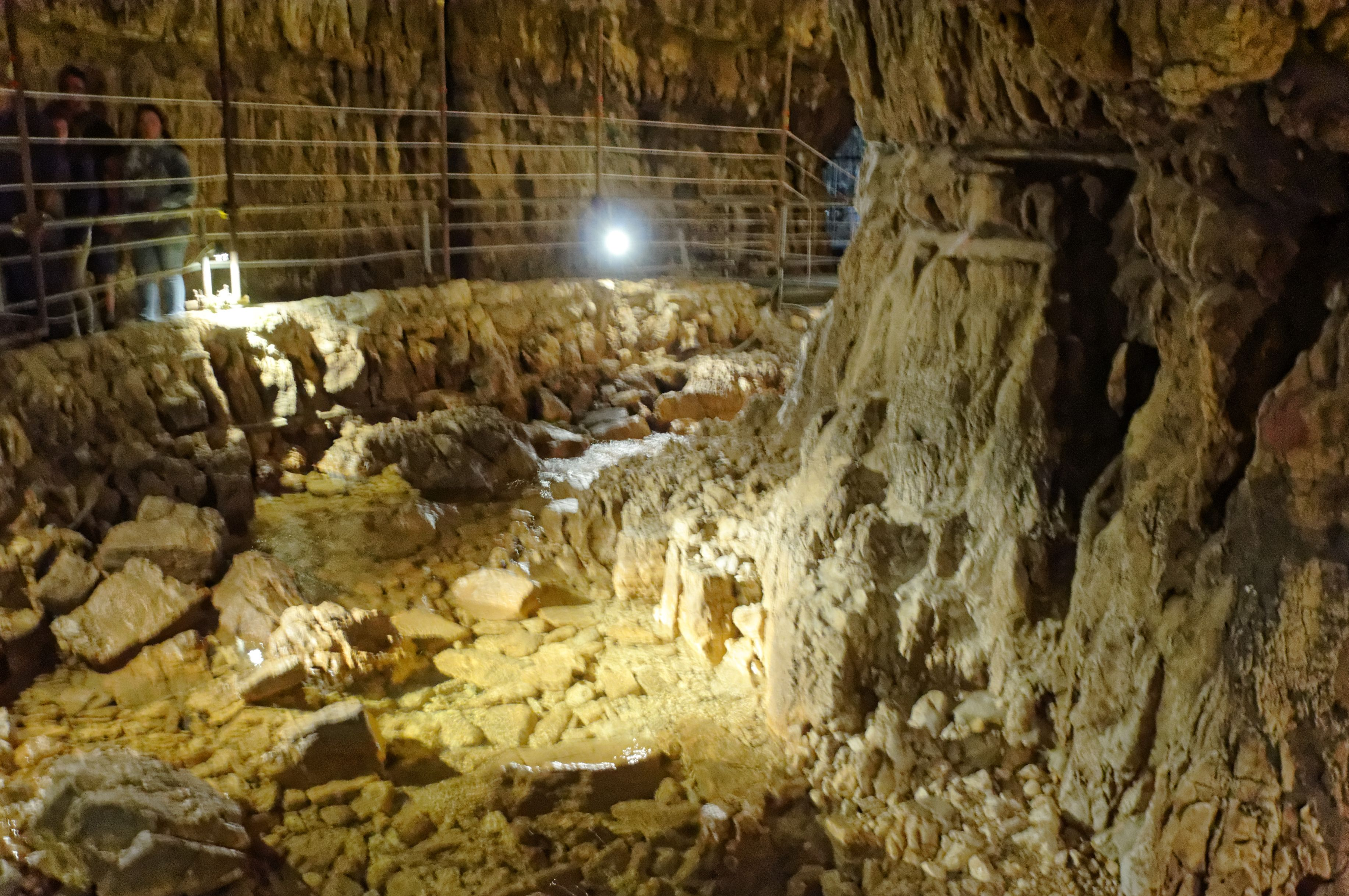
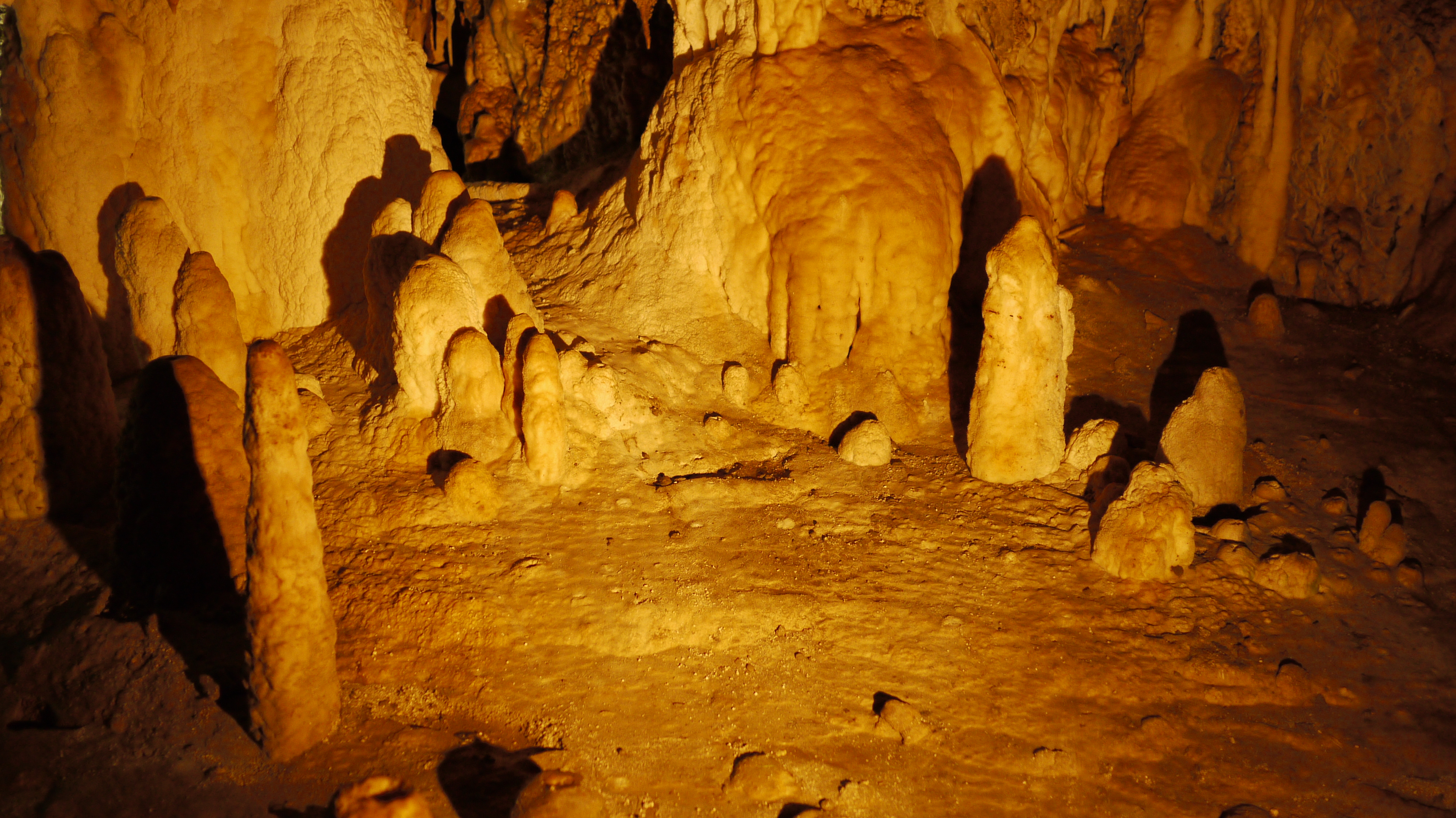